# 오픈 도어스
오픈 도어스(Porte Aperte, Open Doors)는 이탈리아에서 제작된 지아니 아멜리오 감독의 1990년 드라마 영화이다. 지안 마리아 볼론테 등이 주연으로 출연하였다. Leonardo Sciascia.의 1987년 소설 Porte Aperte에 기반을 둔다.

## 출연

### 주연
- 지안 마리아 볼론테
- 엔니오 판타스틱치니

### 조연
- 레나토 카펜티에리
- 지아코모 피페르노
- 리디아 알폰시